# Michel Embareck
Michel Embareck, né en 1952, est un journaliste et écrivain français, auteur de romans, romans policiers, de nouvelles et d'une biographie.

## Biographie
Avant de se lancer dans une carrière de romancier, il a travaillé dans le journalisme musical, notamment au magazine Best de 1974 à 1983. Par la suite, journaliste dans un quotidien de province, chargé des faits divers et de la justice, il a poursuivi une carrière d'écrivain, publiant des romans populaires et des romans policiers sur la délinquance financière.  Ces dernières années, s'éloignant du noir ou du polar, il a publié des romans basés sur l'histoire musicale (blues, rock, country)  qui forment une sorte de trilogie autour de la musique américaine et de l'histoire des Etats-Unis des années 60 à aujourd'hui (Jim Morrison et le diable boiteux, Bob Dylan et le rôdeur de minuit, Une flèche dans la tête). Amateur de rugby, il a également publié deux fictions autour de ce sport (Le futon de Malte et Le temps des citrons). Depuis la Coupe du monde en France en 2007 et jusqu'en 2013, il est intervenu comme écrivain dans les colonnes du quotidien Libération à l'occasion des matchs internationaux de rugby dans une chronique intitulée "A retardement". De 2012 à 2016 il a animé à Sciences Po Paris un atelier d'écriture intitulé "Derrière la vitre du monde". 
Ses romans policiers ont fait l'objet d'un long article dans Le dictionnaire des littératures policières de Claude Mesplède(Ed. Joseph K.). Il apparait également dans Le dictionnaire raisonné de la littérature rock de Denis Roulleau (Ed. Scalli). Plusieurs de ses livres figurent dans une étude l'Institut national de la langue française intitulée "Richesse lexicales du Français contemporain" en partie reprise dans Le dictionnaire des expressions quotidiennes (Ed. Balland). 
Ses textes sur le rugby (chroniques et fictions) sont largement évoqués dans le livre de Richard Escot et Benoit Jeantet " Jeux de lignes" (Ed. Privat - 1921) 

## Engagement politique
En 2012, il soutient Jean-Luc Mélenchon, candidat du Front de gauche à l'élection présidentielle.

## Œuvres

### Romans

#### Série Victor Boudreaux
1. Avis d'obsèques (L'Archipel 2013)
2. La mort fait mal, éditions Gallimard, coll. « Série noire » no 2573, Paris, 2000, (Prix Marchel-Grancher) 264 p.,  (ISBN 2-07-049946-4), (BNF 37105979) réédité en 2013 dans la collection Archipoche (L'Archipel).
3. Le Rosaire de la douleur, éditions Gallimard, coll. « Série noire » no 2613, Paris, 2001, 268 p.,  (ISBN 2-07-049988-X), (BNF 37634022). réédité en 2015 dans la collection Archipoche (L'Archipel)
4. Personne ne court plus vite qu'une balle (L'Archipel 2015)

#### Autres romans
- Sur la ligne blanche, éditions Autrement, coll. « Ciel ouvert », Paris, 1984, 205 p., (Poker d'As de l'Année du polar)  (ISBN 2-86260-132-2), (BNF 34771601).
- 2 - 1 = 0, éditions Lieu commun, Paris, 1989, 207 p.,  (ISBN 2-86705-123-1), (BNF 34999519).
  - Réédition, sous le titre « À deux pas de nulle part : roman », éditions L'Archipel, Paris, 2002, 208 p.,  (ISBN 2-84187-412-5), (BNF 38915231).
- Cochon pendu : roman, éditions Flammarion, Paris, 1994, 223 p.,  (ISBN 2-08-066926-5), (BNF 35693376).
- Une rue à ma fenêtre : roman, éditions Balland, Paris, 1991, 185 p.,  (ISBN 2-7158-0834-8), (BNF 35412953)
- Cloaca maxima : roman, éditions L'Archipel, coll. « Les maîtres du suspense », Paris, 1999, 189 p.,  (ISBN 2-84187-162-2), (BNF 37009362).
- Michel Embareck et Laurent Lèguevaque, Accusé, couchez-vous !, éditions Gallimard, coll. « Série noire » no 2666, Paris, 2002, 174 p.,  (ISBN 2-07-042574-6), (BNF 38952605).
- Dans la seringue, éditions Gallimard, coll. « Folio policier » no 275, Paris, 2002, 210 p.,  (ISBN 2-07-041888-X), (BNF 38910318).
- Le Futon de Malte, éditions La Branche, coll. « Suite noire » no 12, Paris, 2006, 95 p.,  (ISBN 978-2-35306-011-5), (BNF 40969830).
- Les Anges sauvages : roman, éditions P. Galodé, coll. « Univers roman. Grands romans », série « Policier », Saint-Malo, 2009, 220 p.,  (ISBN 978-2-35593-049-2), (BNF 42006791).
- Cachemire Express : éditions Pascal Galodé (2011)
- Rock en vrac : rencontre avec des caïds du rock et du roman noir (L'Écailler 2011)
- Jim Morrison et le diable boîteux (L'Archipel 2016) - Prix coup de foudre des Vendanges Littéraires 2017.
- Bob Dylan et le rôdeur de minuit (L'Archipel 2018)
- Une flèche dans la tête (Joëlle Losfeld 2019)
- Trois cartouches pour la Saint-Innocent (L'archipel 2021)
- Rock en vrac édition augmentée (Éditions Relatives 2025)

### Documents
- Très chers escrocs (L'Écailler 2013)
- Au bonheur des escrocs (La manufacture de livre 2015)

### Nouvelles
- Michel Embareck et Éric Halphen, Nouvelles mêlées : nouvelles, éditions Gallimard, Paris, 2003, 226 p.,  (ISBN 2-07-076627-6), (BNF 39065286).
- Le Temps des citrons, éditions Galliamrd, coll. « Folio : 2 euros » no , Paris, 2007, 125 p.,  (ISBN 978-2-07-034718-6), (BNF 41110216).
- À retardement Éditions Pascal Galodé (2011)
- Rock en vrac L'Écailler (2011)

### Entretiens
- Michel Poueyou, Casseur de coffres en Jaguar : Conversations avec Michel Embareck, éditions Le Cherche Midi, coll. « Documents », Paris, 2007, 254 p.,  (ISBN 978-2-7491-0604-5), (BNF 41031883).

### Récit
- Rubens, éditions L'Écailler du Sud, coll. « L'Écailler du Sud » no 40, Marseille, 2004, 128 p.,  (ISBN 2-914264-52-6), (BNF 39186198).